# Долина камней
Долина камней (англ. Valley of the Rocks или The Valley of Rocks) — сухая долина, тянущаяся вдоль побережья в северном Девоне (Англия), приблизительно в 1 километре от деревни Линтон.

## География и геология
Долина расположена приблизительно в 1 км к западу от деревни Линтон, графство Девон, Англия. Как полагают, Долина Камней обязана своим существованием процессам прибрежной эрозии во время расширения долины реки Восточный Лин, которая теперь впадает в море возле Линмута. Долина довольно узка, тянется вдоль побережья с востока на запад. В долину от Линтона существует два пути — один представляет собой гужевую дорогу, а второй известен местным жителям как Норт-уолк. Норт-уолк проходит под склонами скалы под названием «Бурный Джек» К западу от «Бурного Джека» расположен утёс Касл-рок, а к востоку утёс Дьявольский Чизпресс. Если подняться на Касл-рок по грубой лестнице, то на западе будет открываться вид на Дьюти-Пойнт, Залив Ли и мыс Хай-Вер, к востоку будет располагаться долина реки Восточный Лин. Горы, окружающие долину, являются одними из самых старых в Девоне и как следствие содержат множество окаменелостей. Помимо прочего в долине, вследствие пребывания долины подо льдом во время последнего ледникового периода, сформировались перегляциальные зоны.

## Флора и фауна
Основной тип растительности в Долине камней представляет разновидность папоротника, известная как орляк обыкновенный. Южные склоны покрыты дёрном, в то время как северные склоны в основном не отличаются обилием зелени. Кроме того, Долина камней известна стадами одичавших коз, живущих в ней.

## Туризм
Долина смерти всегда привлекала много туристов. «Только неизлечимо ленивый может поехать по Ли-Роуд и не заглянуть сюда» Как правило, туристы наблюдают за океаном с близлежащих возвышенностей или совершают небольшие прогулки по лабиринту из камней. Обычно посетители также включают в места для посещений близлежащие Дьюти-Пойнт, аббатство Ли, а также расположенное недалеко слияние двух рукавов Восточного Лина.

## Упоминания в искусстве
За века Долину камней посещали знаменитые люди. Некоторые впоследствии оставили свои впечатления в произведениях:
- В конце 1797 года Сэмюэл Тэйлор Кольридж и Уильям Вордсворт посетили долину и решили написать историю совместного авторства, которую назвали «Странствия Каина», хотя история так и не была закончена[5][6].
- В августе 1799 года долину посетил поэт Роберт Саути, и, будучи под впечатлением от увиденного, он написал следующее: «везде громадные камни… самые что ни на есть кости и останки земли; скала лезет на скалу, камень ложится на камень, одна огромная потрясающая масса»[7].

- Писатель Ричард Д. Блэкмор сделал Долину Камней одним из мест действия своего романа «Лорна Дун» (опубликован в 1869 году)[8].

- В 1974 году Долину Камней посетила композитор Мириам Хайд и её муж, в результате чего в 1975 году на свет появилась пьеса для фортепьяно Valley of Rocks, которая стала самым известным её произведением.

## Изображения

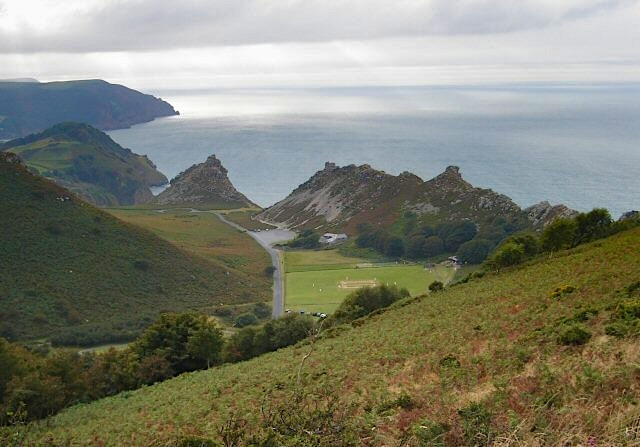
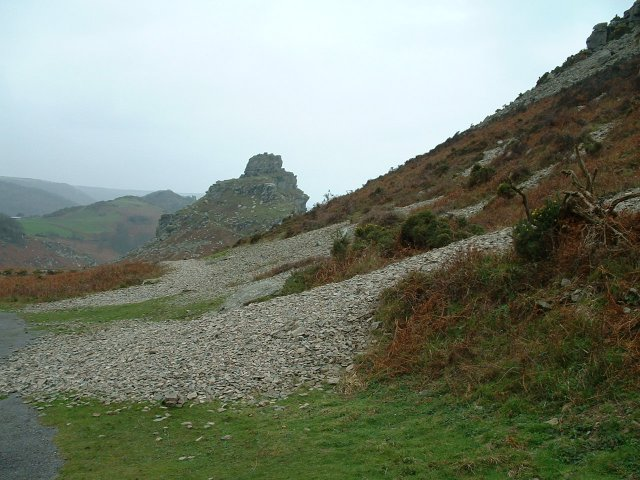
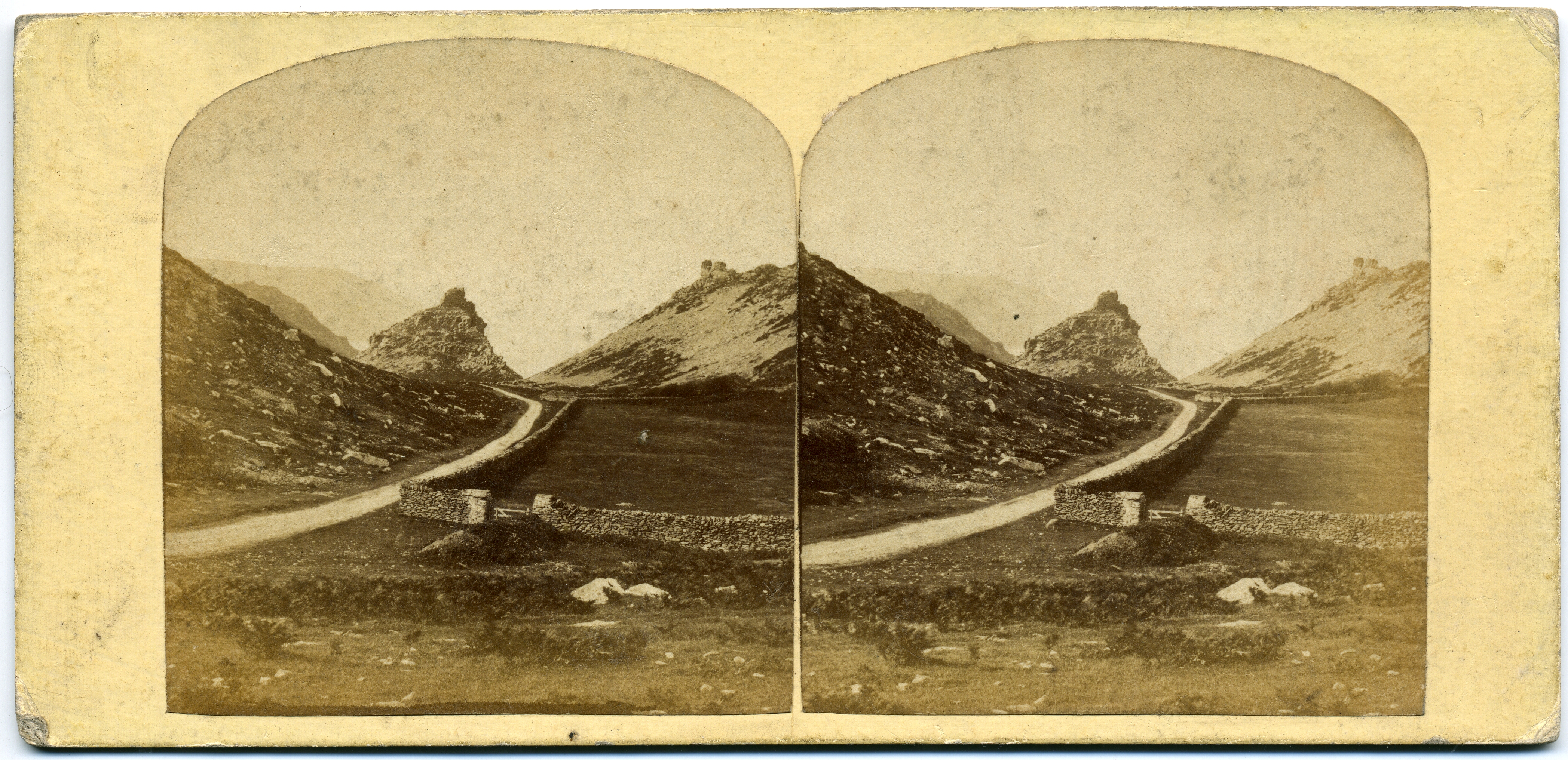
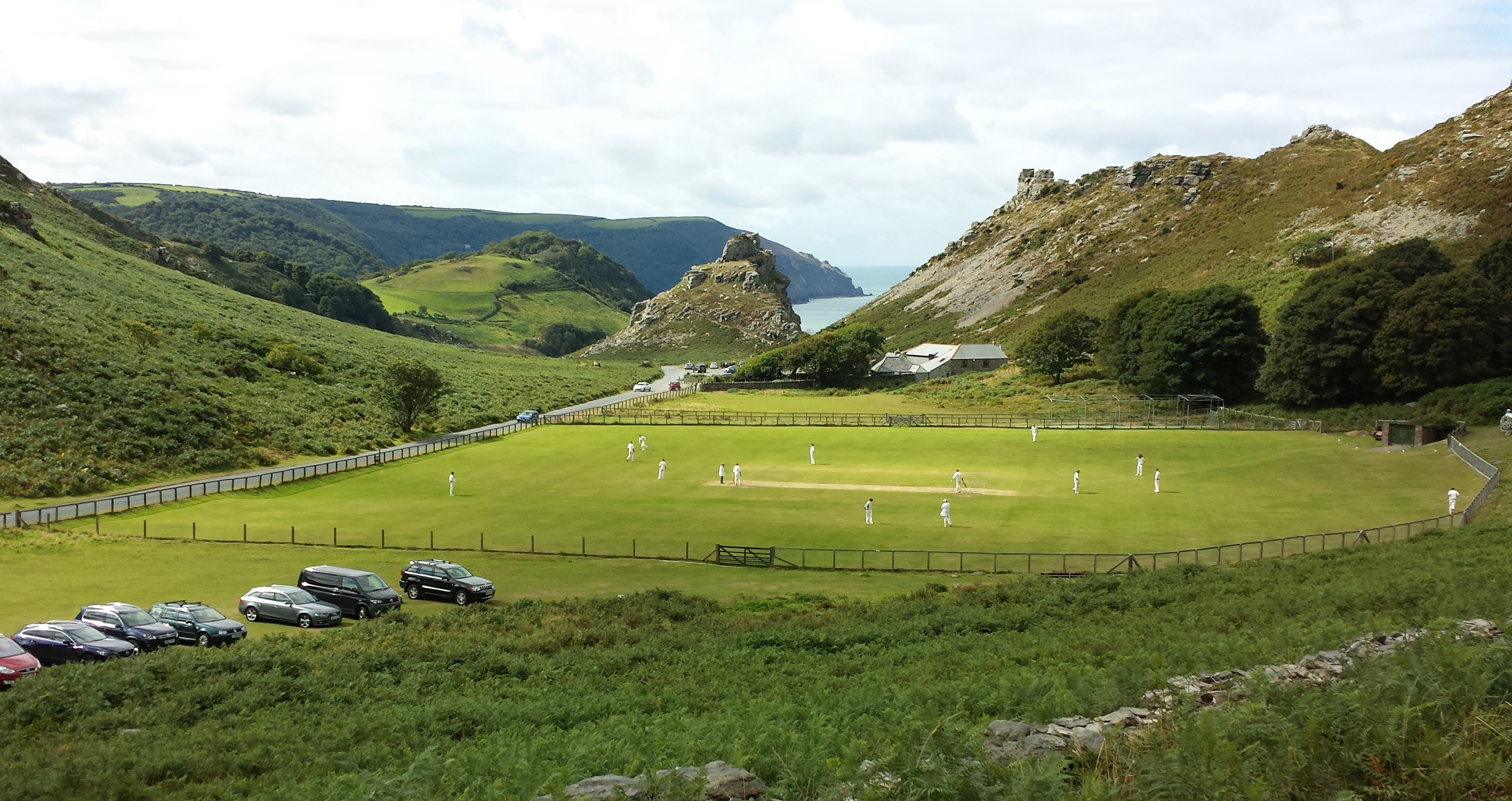

## Интересные факты
- Среди местных жителей Долина камней также известна как "Датская" в честь легендарной высадки флибустьеров на побережье недалеко от долины[9].